# Berní rula
Berní rula nebo také berní rola (staročeské berně znamená daň, odtud též lidové označení pro finanční úřad „berňák“) je první úplný soupis daňových povinností v Českém království z roku 1654. Je to významný historický pramen pro historickou demografii, topografii i hospodářské dějiny Čech v době krátce po skončení třicetileté války. Obdobný katastr pro území Moravy se nazývá lánový rejstřík.

## Vznik a význam berní ruly
Stavovský český sněm rozhodl roku 1652/1653 o provedení podrobného soupisu všeho berni podrobeného majetku (tedy poddanského) v Čechách. Za tím účelem byly ustanoveny čtyři visitační komise složené ze čtyř osob – jeden zástupce za každý stav, které měly navštívit všechna panství a statky, prohlédnout vsi, poddanská pole, pořídit soupis berni podléhajících poddaných, tzv. „skutečně osedlých“ a stanovit počet osedlých pro každou ves. Osedlý byl berní jednotkou rovnající se jednomu sedlákovi nebo čtyřem chalupníkům či osmi zahradníkům. Na osedlé byla přepočtena i řemesla a živnosti. Tento počet je dodatečně komisí připsán ke každé vsi a shrnut pro celé panství. Podle jejich počtu byly určovány berní podíly toho kterého panství a kraje. V době do jara 1655 sepsaly komise podle svých instrukcí všechny české kraje, Prahu a Kladsko, s výjimkou Chebska. Výsledkem „generální visitace země“ je berní rula, obvykle datovaná do roku 1654.
Berní rula představuje důležitý krok v procesu budování absolutistického státu, který (zatím jen nesvobodné) zdaňuje sám, a to na základě přesnějších údajů o každé usedlosti jednotlivě. Byla základem pro výběr daní až do reformy roku 1712, která zahrnula i svobodné, a do reformy Marie Terezie z let 1749–1756, založené už na výměře a výnosu pozemků. Přesné vyměření jednotlivých pozemků katastru na základě triangulační sítě se uskutečnilo až v 19. století.

## Informace v berní rule
U každého poddaného je uváděna celková rozloha jeho polí, výměra ozimů, jařin, počty dobytka. Nejsou uvedeni podruzi ani čeleď (to jest poddaní bez berního – zdanitelného majetku). Zachycovány jsou pusté usedlosti, vyhořelé usedlosti a nově se usazující poddaní v letech 1652–1654. Uváděna jsou řemesla, pokud byla poddanými provozována. Nestejným způsobem komise zaznamenávaly mlýny, kostely, fary, lesy, počet ovčáckých mistrů a pacholků a také bonitu půdy.
Knihy jsou děleny dle krajů, ztracena je kniha pro Slánský kraj. Knihy jsou veřejnosti nepřístupné, avšak většina z nich byla již vydána tiskem. Generální rejstřík ke všem svazkům berní ruly vydalo nakladatelství Libri v roce 2003.

## Revizitace berní ruly
Po zavedení berní ruly do praxe se projevily nedostatky – podhorské kraje byly, vzhledem k menším výnosům na osedlého, tj. berní jednotku, znevýhodněny. U těchto panství, kde došlo ke stížnostem, se provedla revisitace, která nahradila berní rulu. Vzniká tak vlastně nový, leč neúplný katastr, a to postupně v letech 1667–1682. Obsah je shodný s berní rulou, navíc je zde kolonka s uvedením hospodáře z doby předešlého katastru tj. berní ruly. Například pro kraj prácheňský byla berní rula vydána ve dvou knihách, zatímco revisitace již jen v jedné. Byla tak provedena opravdu zhruba na polovině ze všech panství v kraji.
Knihy jsou děleny dle krajů. Uloženy jsou v národním archivu v Praze. Berní rula doplněná revisitací platila jako podklad pro vyměřování berně (i po Kinského katastrální reformě 1682–1683) až do roku 1748. Nedostatky berní ruly byly s odstupem času stále hmatatelnější, proto bylo rozhodnuto pořídit nový, tzv. tereziánský katastr.